# Dorzecze Wisły

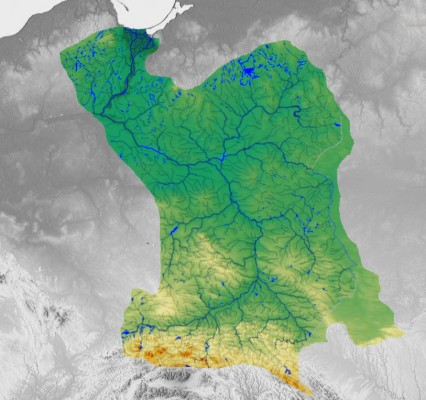
Orientacyjna mapa dorzecza Wisły, pokazująca głównie jego część polską.

Dorzecze Wisły – obszar, z którego do rzeki głównej Wisły spływają wszystkie jej dopływy. Granicę pomiędzy dorzeczami nazywa się działem wód dorzeczy. Powierzchnia dorzecza Wisły wynosi według różnych źródeł od 194 424,4 km² do 194 700 km². Powierzchnia dorzecza na terenie Polski wynosi od 168 698,6 km² do 169 100 km².
W systemie administrowania wodami do obszaru dorzecza Wisły na obszarze Polski zalicza się oprócz samego dorzecza Wisły również dorzecza wszystkich cieków wpadających do Morza Bałtyckiego od Słupi włącznie na zachodzie, do granicy z Rosją na wschodzie, łącznie z przyległymi morskimi wodami przybrzeżnymi i przejściowymi.

## Dopływy Wisły
```
Lista nazwanych cieków w dorzeczu Wisły: Rządza
 
Zatoka Gdańska

   │              ↑                                                       ↑
↑ 
Przekop Wisły
   │                                                       │
   │            
Martwa Wisła
                                              │
   │              ├───L─────
Strzyża
                                       │
   │              ├───L─────
Motława
                                       │
   │              │            ├───L───
Kanał Raduni
                       |
   │              │            │           └───L─────
Potok Oruński
        │
   │              │            │           └───L─────
Potok Maćkowy
        │
   │              │            ├───L───
Radunia
                            │
   │              │            │           └───L─────
Strzelenka
           │
   │              │            └───L───
Kłodawa
                            │
   │              │                        └───P───
Styna
                  │
   │              ├───L─────
Opływ Motławy
                                 │
   │              ├───L─────
Czarna Łacha
                                  │
   │              │                                                   
Wisła Śmiała

   │              ├>>─P───────────────────────────────────────────────────┘
   │              ├───P─────
Kanał Młynówka

   │              ├───L─────
Kanał Piaskowy

   │              │            └───L───
Kanał Wielki

   │              ├───L─────
Kanał Śledziowy

↑  ├>>─L──────────┘
   │                          
Szkarpawa
 (ujście do 
Zalewu Wiślanego
)
   │                            ├───P───
Tuja

   │                            ├>>─L───
Wisła Królewiecka

   │                            ├───P───
Linawa

↑  ├>>─P────────────────────────┘
   ├───L───
Kanał Młyński

   │                          
Nogat
 (ujście do 
Zalewu Wiślanego
)
   │                            ├>>─P───
Kanał Cieplicówka

   │                            ├───P───
Kanał Jagielloński

   │                            ├───P───
Kanał Ulga

   │                            ├───P───
Młynówka Malborska

   │                            ├───P───
Kanał Uśnicki

   │                            ├>>─P──────┘
   │                            ├───P───
Liwa

 
Wisła
 (dawniej 
Leniwka
)        │
↑  ├>>─P────────────────────────┘
 
Wisła

   ├───L───
Wierzyca

   │         └───L───
Wietcisa

   ├───L───
Mątawa

   ├───P───
Osa

   ├───L───
Wda

   ├───L───
Struga Niewieścińska

   ├───L───
Brda

   │         ├───L───
Kotomierzanka

   │         ├───P───
Kamionka

   │         └───L───
Bursztynica

   │                   └───L───
Szumionka

   ├───P───
Górny Kanał

   ├───P───
Struga Toruńska

   ├───P───
Drwęca

   │         ├───P───
Iławka

   │         ├───P───
Skarlanka

   │         ├───L───
Brynica

   │         │         ├───L───
Samionka

   │         │         ├───L───
Pissa

   │         │         └───L───
Górzanka

   │         ├───L───
Wel

   │         ├───L───
Rypienica

   │         ├───L───
Ruziec

   │         └───L───
Grabiczek

   │                   └───L───
Dylewka

   ├───L───
Tążyna

   ├───P───
Mień

   ├───L───
Zgłowiączka

   ├───P───
Skrwa

   ├───L───
Skrwa Lewa

   ├───P───
Mołtawa

   ├───L───
Bzura

   │         ├───P───
Łasica

   │         ├───P───
Utrata

   │         │         ├───P───
Korytnica

   │         │         ├───L───
Teresinka

   │         │         ├───L───
Rokitnica

   │         │         │         ├───L───
Mrowna

   │         │         │         ├───L───
Rokicianka

   │         │         │         └───P───
Zimna Woda

   │         │         ├───P───
Żbikówka

   │         │         ├───P───
Regułka

   │         │         └───P───
Raszynka

   │         ├───P───
Pisia

   │         │          ├─ 
Pisia
 Tuczna
   │         │          │           └───P───
Karczunek

   │         │          └─ 
Pisia
 Gągolina
   │         │                      └───L───
Okrzesza

   │         ├───L───
Witonia

   │         ├───P───
Sucha

   │         │         └───P───
Sucha Nida

   │         ├───P───
Rawka

   │         │         ├───P───
Korabiewka

   │         │         ├───L───
Białka

   │         │         ├───P───
Chojnatka

   │         │         ├───P───
Rylka

   │         │         └───P───
Krzemionka

   │         ├───P───
Skierniewka

   │         ├───P───
Bobrówka

   │         ├───L───
Słudwia

   │         │         ├───L───
Nida

   │         │         └───L───
Przysowa

   │         ├───P───
Mroga

   │         ├───L───
Kanał Stradzewski

   │         ├───P───
Moszczenica

   │         ├───L───
Ochnia

   │         │         └───P───
Miłonka

   │         ├───P───
Struga

   │         ├───P───
Kanał Balkowski

   │         ├───L───
Kanał Sierpowski

   │         ├───P───
Starówka

   │         ├───P───
Linda

   │         ├───L───
Sokołówka

   │         │         ├───P───
Wrząca

   │         │         └───L───
Aniołówka

   │         │                   └───L───
Zimna Woda

   │         └───L───
Brzoza

   ├───P───
Narew

   │         ├───P───
Wkra

   │         │         ├───L───
Sona

   │         │         ├───L───
Łydynia

   │         │         ├───L───
Mławka

   │         │         └───P───
Płonka

   │         ├───L───
Bug

   │         │         ├───L───
Liwiec

   │         │         │         ├───L───
Helenka

   │         │         │         └───L───
Muchawka

   │         │         ├───P───
Brok

   │         │         ├───P───
Nurzec

   │         │         ├───L───
Cetynia

   │         │         ├───L───
Toczna

   │         │         ├───L───
Krzna

   │         │         ├───P───
Muchawiec
 (Białoruś)
   │         │         ├───L───
Włodawka

   │         │         ├───L───
Uherka

   │         │         ├───L───
Udal

   │         │         └───L───
Huczwa

   │         ├───P───
Pełta

   │         ├───L───
Orzyc

   │         │         └───P───
Węgierka

   │         │                   └───L───
Morawka

   │         ├───L───
Sikorka

   │         ├───L───
Orz

   │         ├───P───
Różanica

   │         ├───P───
Róż

   │         ├───P───
Siekierka

   │         ├───P───
Omulew

   │         ├───P───
Czeczotka

   │         ├───P───
Rozoga

   │         ├───P───
Szkwa

   │         ├───L───
Ruż

   │         ├───P───
Krzywa Noga

   │         ├───P───
Pisa

   │         │         └───L───
Skroda

   │         ├───L───
Lepacka Struga

   │         ├───P───
Cetna

   │         ├───P───
Penza

   │         ├───L───
Łomżyczka

   │         ├───P───
Narwica

   │         ├───P───
Łojewek

   │         ├───P───
Jedwabianka

   │         ├───P───
Biebrza

   │         │         ├───P───
Ełk

   │         │         │         └───L───
Jerzgnia
 / 
Małkiń
 / 
Lega

   │         │         └───P───
Netta
 / 
Rospuda

   │         │                   ├───L───
Blizna

   |         |                   |         └───P───
Szczeberka

   |         |                   └───L───
Zuśnianka

   │         ├───L───
Ślina

   │         ├───P───
Nereśl

   │         ├───P───
Kulikówka

   │         ├───P───
Supraśl

   │         │         └───L───
Biała

   │         ├───P───
Horodnianka

   │         ├───L───
Orlanka

   │         │         └───L───
Biała

   │         ├───L───
Narewka

   │         │         ├───L───
Waliczówka

   │         │         ├───L───
Jabłoniówka

   │         │         ├───P───
Bobrówka

   │         │         ├───L───
Okulanka

   │         │         ├───L───
Jelonka

   │         │         ├───P───
Braszcza

   │         │         ├───P───
Hwoźna

   │         │         │         └───P───
Sirota

   │         │         ├───L───
Przedzielna

   │         │         ├───P───
Orłówka

   │         │         ├───L───
Łutownia

   │         │         │         └───P───
Krynica

   │         │         ├───P───
Złota

   │         │         │         └───L───
Jelonka

   │         │         ├───L───
Pierierovnica

   │         │         └───L───
Tisovka

   │         ├───P───
Rudnik

   │         ├───L───
Prosty Rów

   │         ├───P───
Kołonna

   │         └───P───
Pszczółka

   ├───L───
Jeziorka

   ├───P───
Świder

   │         └───P───
Mienia

   │                   ├───L───
Jędrzejnica

   │                   └───P───
Srebrna

   ├───L───
Rzeka Czarna

   ├───L───
Pilica

   │         ├───P───
Dyga

   │         ├───P───
Pierzchnianka

   │         ├───L───
Dylówka
 / 
Rykolanka

   │         │         └───L───
Borówka

   │         ├───L───
Mogielanka

   │         ├───L───
Lubjanka

   │         ├───P───
Drzewiczka

   │         │         ├───P───
Brzuśnia

   │         │         ├───L───
Wąglanka

   │         │         │         └───L───
Opocznianka

   │         │         └───L───
Młynkowska Rzeka

   │         │                   └───P───
Czysta

   │         ├───P───
Cetenka

   │         ├───L───
Rokitna

   │         ├───P───
Słomianka

   │         ├───L───
Gać

   │         ├───L───
Wolbórka

   │         │         ├───L───
Czarna

   │         │         │         ├───L───
Lubochenka

   │         │         │         └───L───
Piasecznica

   │         │         ├───P───
Moszczanka

   │         │         │         └───P───
Goleszanka

   │         │         ├───L───
Miazga

   │         ├───L───
Luciąża

   │         │         ├───L───
Strawa

   │         │         │         └───L───
Wierzejka

   │         │         ├───L───
Bogdanówka

   │         │         ├───L───
Prudka

   │         ├───P───
Czarna Konecka

   │         │         ├───L───
Barbarka

   │         │         ├───L───
Plebanka

   │         │         ├───L───
Czarna Taraska

   │         │         └───L───
Krasna

   │         ├───P───
Czarna Włoszczowska

   │         ├───P───
Zwlecza

   │         ├───L───
Białka

   │         │         └───L───
Halszka

   │         └───L───
Krztynia

   │                   ├───P───
Żebrówka

   │                   └───L───
Białka

   ├───P───
Wilga

   ├───P───
Okrzejka

   │         ├───P───
Pytlocha

   │         └───L───
Przerytka

   ├───L───
Radomka

   │         ├───P───
Bażantarka

   │         ├───P───
Kosionek

   │         ├───P───
Leniwa

   │         │          └───P───
Narutówka

   │         ├───L───
Łukawka

   │         ├───P───
Jastrzębianka

   │         └───P───
Mleczna

   ├───L───
Zagożdżonka

   │         └───P───
Kanał Gniewoszowsko-Kozienicki

   ├───P───
Wieprz

   │         ├───P───
Tyśmienica

   │         │          └───P───
Piwonia

   │         ├───P───
Wolica

   │         ├───L───
Bystrzyca

   │         └───L───
Por

   ├───L───
Klikawka

   ├───P───
Kurówka

   │         ├───P───
Struga Wodna

   │         ├───L───
Struga Kurów

   │         └───P───
Bielkowa

   │                   └───P───
Syroczanka

   ├───P───
Bystra

   ├───P───
Grodarz

   ├───L───
Plewka

   ├───P───
Chodelka

   ├───L───
Zwoleńka

   ├───L───
Iłżanka

   ├───L───
Krępianka

   ├───L───
Kamienna

   │         ├───P───
Kamionka

   │         └───P───
Świślina

   ├───P───
Wrzelowianka

   ├───P───
Wyżnica

   ├───P───
Sanna

   ├───L───
Opatówka

   ├───P───
San

   │         ├───L───
Wisłok

   |         |          ├───L───
Moszczaniec
 (Surowica)
   │         │          ├───P───
Pielnica

   │         │          ├───L───
Tabor
 (Morawa)
   │         │          ├───L───
Lubatówka

   │         │          │         ├───P───
Iwoniczanka
 (Iwonicki Potok)
   │         │          │         └───P───
Olszyny
 (Badoń)
   │         │          ├───P───
Stobnica

   │         │          └───L───
Mleczka

   │         ├───L───
Osława

   │         ├───P───
Lubaczówka

   │         └───P───
Tanew

   │                    ├───L───
Złota Nitka

   │                    ├───L───
Wirowa

   │                    └───P───
Łada

   ├───P───
Łęg

   │         ├───P───
Turka
[
6
]

   │         ├───P───
Sanna II
[
6
]
   
   │         ├───L───
Murynia
[
6
]
   
   │         └───L───
Przyrwa
[
6
]

   ├───P───
Trześniówka

   ├───L───
Koprzywianka

   │         └───P───
Kacanka

   ├───P───
Babulówka

   ├───P───
Wisłoka

   │         ├───P───
Brzeźnica

   │         │          │
   │         │       
Wielopolka

   │         │          ├───L───
Zawadka

   │         │          ├───L───
Ropa

   │         │          ├───P───
Bystrzyca

   │         │          │         ├───L───
Budzisz

   │         │          │         └───P───
Czarna Rzeka

   │         │          ├───L───
Potok Broniszewski

   │         │          └───L───
Niedźwiadka

   │         ├───L───
Skodzierska

   │         ├───L───
Grabinianka

   │         ├───P───
Ostra

   │         ├───L───
Potok Chotowski

   │         ├───L───
Dulcza

   │         ├───L───
Słotówka

   │         ├───L───
Jodłówka

   │         │          └───P───
Wolanka

   │         ├───P───
Kamienica

   │         │          ├───P───
Kamionka

   │         │          ├───P───
Kujawski Potok

   │         │          └───L───
Chlipacz

   │         ├───P───
Debrna

   │         ├───P───
Słony

   │         ├───P───
Gogołówka

   │         ├───L───
Dębówka

   │         ├───P───
Bieździada

   │         ├───P───
Jasiołka

   │         │          ├───P───
Chyżny

   │         │          ├───L───
Biełcza

   │         │          ├───P───
Daliówka

   │         │          ├───L───
Panna

   │         │          ├───L───
Dukiełka

   │         │          ├───P───
Jasionka

   │         │          ├───L───
Chlebianka

   │         │          ├───L───
Czarny Potok

   │         ├───L───
Ropa

   │         ├───L───
Dębownica

   │         ├───P───
Majscowski

   │         ├───L───
Wólka

   │         └───P───
Promnica

   ├───L───
Czarna Staszowska

   ├───P───
Breń

   │         └───L───
Żabnica

   ├───L───
Nida

   │         ├───P───
Brzeźnica

   │         ├───P───
Mierzawa

   │         └───L───
Maskalis

   ├───P───
Dunajec

   │         ├───L───
Stara Kisielina

   │         ├───P───
Biała

   │         ├───P───
Lasowa Rzeka

   │         ├───L───
Więckówka

   │         ├───P───
Lubinka

   │         ├───P───
Brzozowianka

   │         ├───P───
Paleśnianka

   │         ├───P───
Stróżanka

   │         ├───L───
Wieleń

   │         ├───P───
Rudzianka

   │         ├───L───
Złocki Potok

   │         ├───L───
Tymówka

   │         ├───L───
Zelina Biskupska

   │         ├───L───
Łososina

   │         ├───P───
Przydonianka

   │         ├───P───
Szczecinianka

   │         ├───P───
Wilkonoszanka

   │         │          └───P───
Jelnianka

   │         ├───L───
Świdnicki Potok

   │         ├───L───
Smolnik

   │         ├───P───
Ubiadek

   │         │          └───L───
Potok Graniczny

   │         ├───P───
Wielopolanka

   │         ├───L───
Szymianowianka

   │         ├───P───
Łubinka

   │         ├───P───
Kamienica Nawojowska

   │         ├───P───
Dąbrówka Polska

   │         ├───P───
Poprad

   │         ├───L───
Brzeźnianka

   │         ├───P───
Moszczenica

   │         ├───L───
Słomka

   │         ├───P───
Galiszowianka

   │         ├───L───
Jastrząbka

   │         ├───P───
Jaworzynka

   │         ├───L───
Kadecki Potok

   │         ├───P───
Kabatki

   │         ├───P───
Obidzki Potok

   │         ├───P───
Brzynka

   │         ├───L───
Gorzkowski Potok

   │         ├───L───
Leszcz

   │         ├───L───
Czarna Woda

   │         │          └───P───
Borkowski Potok

   │         ├───L───
Kamienica Gorczańska

   │         ├───L───
Ochotnica

   │         ├───P───
Klępowski

   │         ├───L───
Gabrysiowski

   │         ├───P───
Grzebacki

   │         ├───P───
Kaletowski

   │         ├───L───
Ciemny Potok

   │         ├───L───
Krośnica

   │         ├───P───
Grajcarek

   │         └───P───
Białka

   ├───P───
Kisielina

   ├───L───
Nidzica

   ├───P───
Uszwica

   ├───L───
Szreniawa

   ├───P───
Raba

   ├───P───
Drwinka

   ├───L───
Dłubnia

   ├───L───
Prądnik

   ├───P───
Wilga

   ├───L───
Rudawa

   │         ├───L───
Kobylanka

   │         │          └───L───
Bolechówka

   │         │                     └───P───
Więckówka

   │         ├───L───
Rudawka

   │         │          └───L───
Szklarka

   │         └───P───
Krzeszówka

   │                    ├───P───
Dulówka

   │                    │          ├───L───
Filipówka

   │                    │          ├───P───
Psarka

   │                    └───P───
Miękinia

   ├───L───
Sanka

   ├───P───
Skawinka
 (
Harbutówka
)
   │         ├───P───
Rzepnik

   │         ├───P───
Lutówka

   │         ├───L───
Mogiłka (potok)

   │         ├───P───
Włosanka

   │         ├───P───Pasieka
   │         ├───L───
Cedron

   │         │          ├───L───Czerwieniec
   │         │          ├───P───Solczanka
   │         │          ├───L───Łubianka
   │         │          ├───L───Żuk
   │         │          ├───L───Pocielejówka
   │         │          └───P───Ostrowiec
   │         ├───P───
Głogoczówka

   │         │          ├───L───
Jaworzanka

   │         │          ├───P───
Włosanka

   │         │          ├───P───Sieprawka
   │         │          ├───L───Krzyszkowianka
   │         │          ├───L───Młynówka
   │         │          ├───P───Studzianka
   │         │          ├───L───
Jaworniczka

   │         │          └───P───Kanał
   │         └───L───
Harbutówka

   │                    ├───L───
Jastrząbka

   │                    ├───P───
Piegżówka

   │                    ├───L───
Gościbia

   │                    └───L───Łubianka
   ├───P───
Skawa

   │         ├───L───
Wieprzówka

   │         ├───L───
Potok Toporzyski

   │         ├───L───
Bystrzanka
 (Bystra)
   │         ├───L───
Skawica

   │         ├───L───
Stryszawka

   │         ├───L───
Tarnawka

   │         ├───L───
Ponikiewka

   │         ├───L───
Choczenka

   │         ├───L───
Wieprzówka

   │         ├───P───
Osielec

   │         ├───P───
Wieprzczanka

   │         ├───P───
Żarnówka

   │         ├───P───
Paleczka

   │         ├───P───
Stryszówka

   │         └───P───
Kleczówka

   ├───L───
Chechło

   ├───P───
Soła

   │         ├───P───
Koszarawa

   │         └───L───
Żylica

   ├───L───
Przemsza

   │         ├───L───
Biała Przemsza

   │         └───P───
Czarna Przemsza

   │         │          └───P───
Brynica

   │                    │          ├───P───
Rawa

   ├───L───
Gostynia

   ├───L───
Pszczynka

   ├───P───
Biała

   ├───P───
Iłownica

   │         ├───P───
Jasienica (Jasionka)

   │         │          └───P───
Szeroki Potok

   │         └───P───
Wapienica

   │                    └───P───
Żydowski Potok

   ├───L───
Knajka

   ├───L───
Bładnica

   ├───P───
Brennica

   │         ├───L───
Hołcyna

   │         └───L───
Leśnica

   ├───P───
Gościradowiec

   ├───L───
Poniwiec

   ├───L───
Suchy

   ├───P───
Jaszowiec

   ├───P───
Dobka

   │         └───P───
Sucha Dobka

   ├───L───
Gahura

   ├───L───
Jawornik

   │         └───L───
Potok Kiczerowski

   ├───P───
Pinkasów Potok

   ├───P───
Partecznik

   ├───L───
Dziechcinka

   ├───L───
Kopydło

   │         ├───P───
Głębiczek

   │         └───L───
Jerzy

   ├───P───
Gościejów

   ├───P───
Malinka

   │         ├───P───
Fiedorówka

   │         └───L───
Klupocz

 
Wisła
[
a
]

   ├───P───
Biała Wisełka

   │         ├───L───
Szyja

   │         ├───L───
Potok Czarny

   │         ├───L───
Potok Bobrowski

   │         ├───L───
Równiański

   │         ├───P───
Roztoczny

   │         │          └───P───
Głębczański

   │         └───P───
Wątrobny

   ├───P───
Koźli Wierch

   ├───P───
Wolny

↑
Czarna Wisełka
 (źródła) ↑
```